# Phyllonorycter symphoricarpaeella
Phyllonorycter symphoricarpaeella är en fjärilsart som först beskrevs av Victor Toucey Chambers 1875.  Phyllonorycter symphoricarpaeella ingår i släktet guldmalar, och familjen styltmalar. Inga underarter finns listade i Catalogue of Life.